# لئون پانه‌تا
لئون ادوارد پانه‌تا (به انگلیسی: Leon Edward Panetta) (زادهٔ ۲۸ ژوئن ۱۹۳۸) وزیر دفاع پیشین ایالات متحده آمریکا است، وی سوابقی همچون ریاست دفتر رئیس‌جمهور پیشین آمریکا، بیل کلینتون را داراست.

## تولد و اوایل زندگی
پانه‌تا در سال ۱۹۳۸ در «مونتری» کالیفرنیا از والدین مهاجر ایتالیایی به دنیا آمد، و در مدارس کاتولیک و مدارس دولتی به تحصیل پرداخت و در مزرعه خانوادگی خود در «کارمل والی» مشغول به‌کار شد. وی مدرک کارشناسی خود را با درجه عالی از دانشگاه سانتا کلارا و دکترای حقوق را از دانشکده حقوق دانشگاه سانتا کلارا دریافت کرد و مدتی سردبیر مجله «بررسی حقوقی» بود. وی به‌عنوان ستوان یکم در ارتش از سال ۱۹۶۴ تا ۱۹۶۶ خدمت کرد و نشان تقدیر ارتش ایالات متحده را دریافت کرد.

## آغاز زندگی سیاسی
پانه‌تا برای نخستین‌بار در سال ۱۹۶۶ به واشینگتن رفت و به عنوان دستیار قانونگذاری برای سناتور «توماس اِی. کوچل» از کالیفرنیا، رهبر اقلیت سنا Whip کار کرد. او در سال ۱۹۶۹، دستیار وی‍ژه وزیر بهداشت، آموزش و رفاه و سپس مدیر دفتر حقوق مدنی ایالات متحده شد، جایی که وی مسؤول اجرای قوانین آموزش برابر بود.
کتاب وی «ما را با همدیگر بیاورید» که در سال ۱۹۷۱ چاپ شد گزارش آن تجربه‌است. وی در سال ۱۹۷۰ به نیویورک سیتی رفت و به‌عنوان دستیار اجرایی شهردار «جان لیندسِی» کار کرد و بر روابط شهر با حکومت‌های ایالتی و فدرال به نظارت پرداخت. سپس در سال ۱۹۷۱ به کالیفرنیا بازگشت و به کار حقوقی در شرکت «تامپسون و پانه‌تا» در مونتری تا زمانی که در سال ۱۹۷۶ به نمایندگی کنگره انتخاب شد، مشغول بود.
پانه‌تا از سال ۱۹۹۳–۱۹۷۷، نماینده مجلس نمایندگان ایالات متحده از بخش انتخاباتی ۱۶ (هم‌اکنون ۱۷) کالیفرنیا بود. وی به عنوان عضو مجلس نمایندگان، مشارکت‌کننده اصلی در نشست سران بودجه و همچنین دیگر نشست‌های سران بودجه در طول دهه ۱۹۸۰ بود. او قانون پیشگیری از گرسنگی را در سال ۱۹۸۸ ایجاد نمود. طرح شیوه‌های استخدام عادلانه و بی‌طرفانه که حمایت‌های حقوق مدنی را برای نخستین بار به کارمندان مجلس نمایندگان تسری می‌داد از دیگر فعالیت‌های وی است. پانه‌تا اقدامات موفقیت-آمیز بی‌شماری برای محافظت از سواحل کالیفرنیا، که شامل ایجاد منطقه امن دریایی ملی خلیج مونتری می‌شد را صورت داد و قانونی که بازپرداخت مراقبت‌های پزشکی و نظام فدرال بیمه بهداشتی برای افراد نیازمند به کمک مالی برای مراقبت بیمارستانی را در بر می‌گرفت به صورت نهایی ایجاد کرد و قوانین متنوع دیگری در موضوع‌های آموزش، بهداشت، کشاورزی و دفاع را تدوین نمود.
پانه‌تا از سال ۱۹۸۹ تا ۱۹۹۳، رئیس کمیته بودجه مجلس نمایندگان بود. وی همچنین به عنوان عضو این کمیته از سال ۱۹۸۵–۱۹۷۹ فعالیت کرد. وی کمیته فرعی بازاریابی داخلی، روابط با مشتری و تغذیه کمیته کشاورزی مجلس نمایندگان، کمیته فرعی پرسنل و پلیس، کمیته دولتی مجلس نمایندگان، و کمیته برگزیده گروه کاری گرسنگی در زمینه گرسنگی داخلی را ریاست کرد. وی همچنین به عنوان معاون رئیس مجمع کهنه‌سربازان دوره جنگ ویتنام در کنگره و به عنوان عضو کمیسیون رئیس‌جمهور در زبان خارجی و مطالعات بین‌المللی کار کرد.

## ریاست امور کاخ سفید
پانه‌تا در سال ۱۹۹۳ کنگره را در آغاز دور نهم نمایندگی خود ترک کرد تا مدیر دفتر مدیریت و بودجه در دولت کلینتون شود(۱۹۹۷–۱۹۹۴). وی در این سمت، در توسعه بسته بودجه که به صورت گسترده‌ای با دستیابی به یک بودجه متوازن فدرال و مازاد نهایی بودجه همراه بود، نقش تأثیرگذاری داشت.
پانه‌تا به عنوان رئیس کارکنان رئیس‌جمهور بیل کلینتون از ۱۷ ژوئیه ۱۹۹۴ انتخاب شد و تا ۲۰ژانویه ۱۹۹۷ در این سمت کار کرد. وی مذاکره‌کننده اصلی سازش موفقیت‌آمیز بودجه سال ۱۹۹۶ بود و به صورت گسترده‌ای به جهت آوردن نظم و تمرکز به کارهای اجرایی و سیاستگذاری کاخ سفید مورد تقدیر قرار گرفت.

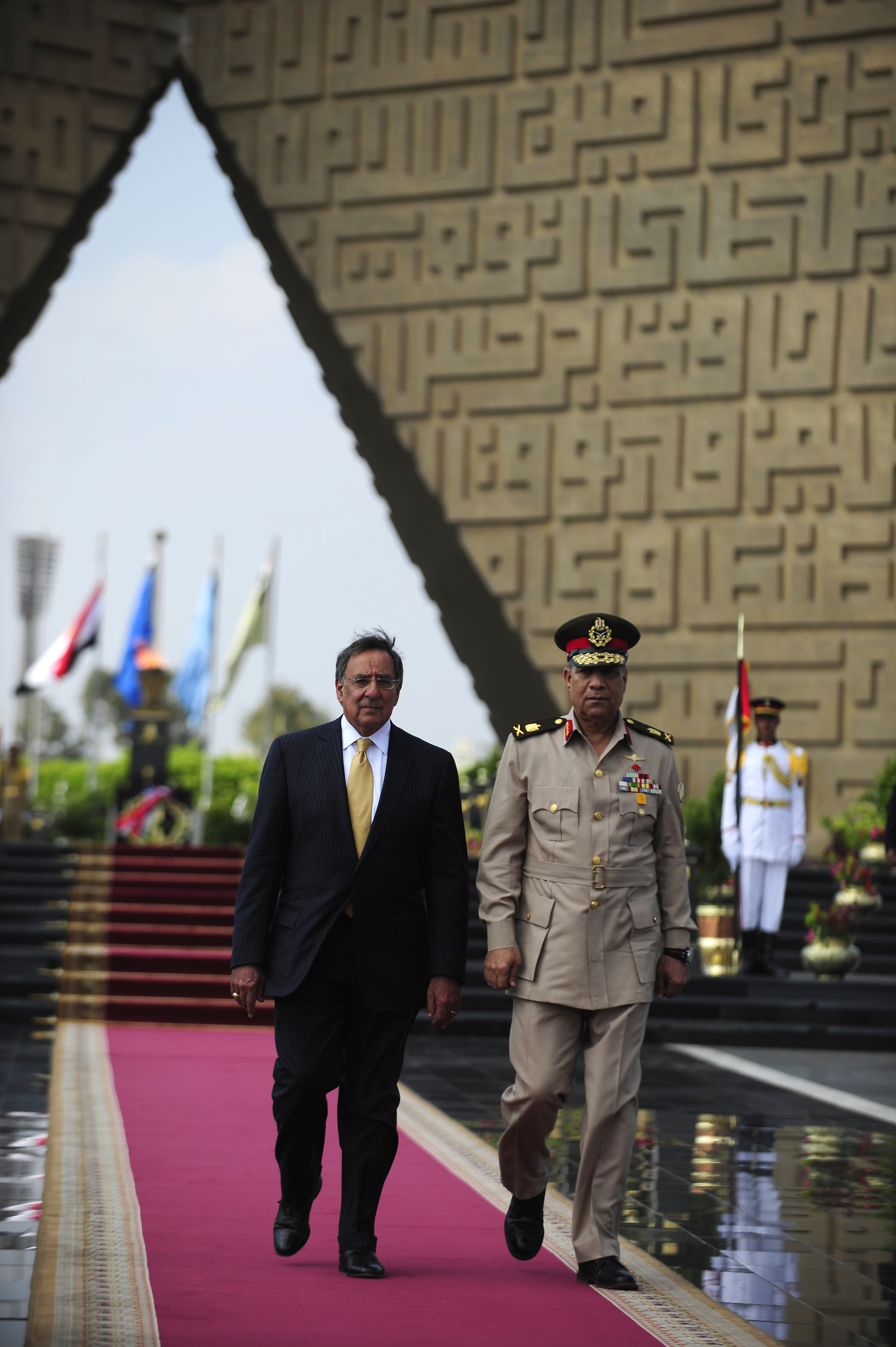
دیدار رسمی لئون پانه تا از مصر، ۴ اکتبر ۲۰۱۱

## فعالیت در امور غیردولتی
پانه‌تا هم‌اکنون با همسرش سیلویا مؤسسه سیاست‌گذاری لئون و سیلویاً که در دانشگاه ایالتی کالیفرنیا در «خلیج مونتری» واقع شده‌است، را مدیریت می‌کند. این مؤسسه به عنوان یک مرکز تحقیقاتی غیر حزبی و غیرانتفاعی در زمینه پیشبرد سیاست‌گذاری عمومی فعالیت می‌کند. علاوه بر این آقای پانه‌تا، به عنوان پژوهشگر برجسته برای رئیس نظام دانشگاهی کالیفرنیا مشغول به فعالیت می‌باشد. وی به رئیس دانشگاه در زمینه مسائل ملی که بر آموزش عالی تأثیر می‌گذارند، مشاوره می‌دهد. او در دوره کارشناسی ارشد در سال ۱۹۹۷، به عنوان استاد در دانشگاه سانتاکلارا انتخاب شد و دوره مطالعات سیاست‌گذاری را تدریس می‌کرد.
پانه‌تا به عنوان یک رهبر در سازمان‌های اجتماعی و سیاست‌گذاری بی‌شماری در سرتاسر حرفه کاری خود فعالیت کرده‌است. در مارس ۲۰۰۶، وی برای کار در گروه مطالعه عراق، یک کمیته دو حزبی که با خواست و اصرار کنگره ایجاد شد و توسط مؤسسه صلح ایالات متحده، مرکز مطالعات استراتژیک و بین-المللی، مرکز مطالعه رئیس‌جمهوری و مؤسسه جیمز. ای. بیکر سوم، سازمان‌دهی شده بود، انتخاب گردید. از سال ۲۰۰۵ وی به عنوان عضو گروه کاری مستقل در زمینه مهاجرت و آینده آمریکا کار می‌کند. در نوامبر ۲۰۰۴، فرماندار کالیفرنیا «شوارتزینگر» وی را به عنوان رئیس مشترک شورای پشتیبانی و نگهداری «بیس» انتخاب نمود.

## دیگر فعالیت‌ها

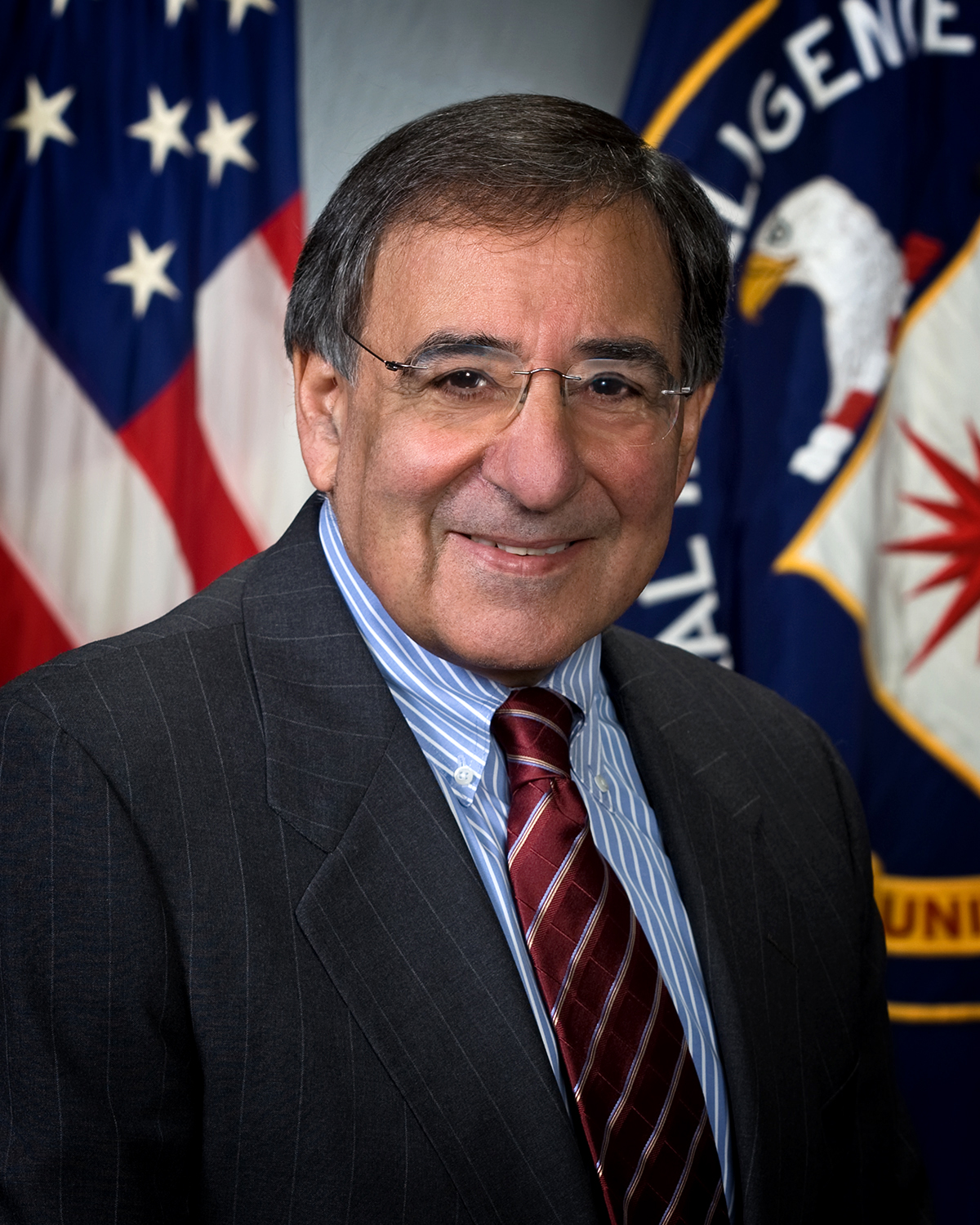

پانه‌تا شش سال در هیئت مدیره بورس نیویورک در سال ۱۹۹۷ فعالیت نموده، رئیس کمیته بررسی برای هیئت مدیره بورس نیویورک و رئیس مشترک کمیته استاندارهای بورس بود. وی در هیئت ملی بررسی کنفرانس اسقف‌های ایالات متحده، هیئت مرکز ملی استینبک و بنیاد سانتاکروز دانشگاه کالیفرنیا، و از سال ۱۹۹۸ در هیئت بازدیدکنندگان دانشکده حقوق دانشگاه سانتاکلارا کار کرد. وی همچنین به عنوان عضو هیئت امنای دانشگاه سانتا کلارا، عضو شورای مشورتی بین‌المللی فلیشمن-هیلارد، و بیمارستان شبه جزیره مونتری و به عنوان مدیر آکواریوم خلیج مونتری خدمت نموده‌است. وی رئیس شورای ملی مشاوران مرکز سیاست ملی و همچنین رئیس کمیسیون اقیانوس‌های مؤسسه پیو می‌باشد. وی همچنین عضو هیئت مدیره سپر آبی کالیفرنیا، زنیط، کانتیکس، بنیاد منطقه امن دریایی ملی می‌باشد. وی به صورت ملی و بین‌المللی در مورد وضعیت اقتصاد، بودجه فدرال و دیگر موضوعاتی که آمریکا با آن روبرو است، به عنوان کارشناس سخنرانی می‌کند و دریافت‌کننده جوایز و افتخارات بی‌شماری در این زمینه می‌باشد.

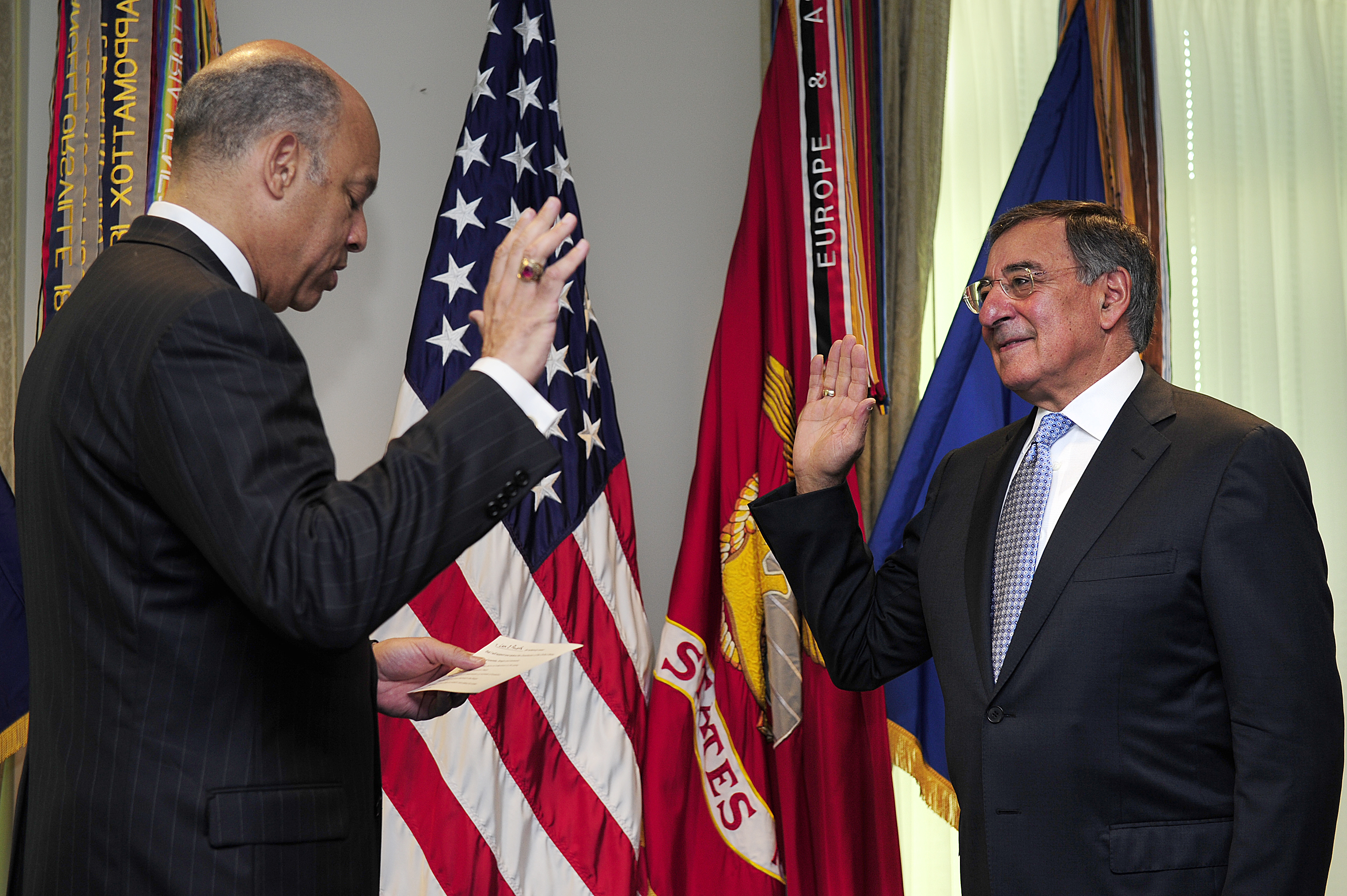

پانه‌تا یکی از مخالفان سرسخت شکنجه از سوی نیروهای امنیتی در مبارزه علیه تروریسم است. وی اعمال شکنجه در هر شرایطی را غیرقابل قبول می‌داند.
پانه‌تا از ۹ ژانویه ۲۰۰۹ تا کنون رئیس آژانس مرکزی اطلاعات ایالات متحده آمریکا (سیا) می‌باشد.
پانه‌تا در ۲۲ ژوئن ۲۰۱۱ وزیر دفاع آمریکا شد.